# Bogdan Moga
Bogdan Mihai Moga (sinh ngày 14 tháng 5 năm 1995) là một cầu thủ bóng đá người România thi đấu ở vị trí thủ môn cho Pandurii Târgu Jiu.